# Prunum
Prunum là một chi ốc biển, là động vật thân mềm chân bụng sống ở biển trong họ Marginellidae, họ ốc mép.

## Các loài
Các loài trong chi Prunum gồm có:
- Prunum abyssorum (Tomlin, 1916)[2]
- Prunum albertoangelai Cossignani, 2005[3]
- Prunum albertoi Espinosa & Ortea, 1998[4]
- Prunum albuminosa (Dall, 1919)
- Prunum aletes Roth, 1978
- Prunum amabile (Redfield, 1852)[5]
- Prunum amphorale de Souza, 1992
- Prunum amygdalum Kiener[6]
- Prunum annulatum (Reeve, 1865)
- Prunum antillanum (Sarasúa, 1992)[7]
- Prunum apicinum (Menke, 1828)[8]
- Prunum augusta (Thiele, 1925)
- Prunum avenacea (Deshayes, 1844)
- Prunum avenella (Dall, 1881)[9]
- Prunum bahiense (Tomlin 1917)
- Prunum batabanoensis Espinosa & Ortea, 2002[10]
- Prunum bayonai Cossignani, 2009[11]
- Prunum beali (McGinty, 1940)
- Prunum boreale (A. E. Verrill, 1884)[12]
- Prunum cahuitaensis Magana, Espinosa & Ortea, 2003[13]
- Prunum caledonicum Cossignani, 2001[14]
- Prunum camachoi Espinosa & Ortea, 2003[15]
- Prunum caneli Espinosa, Ortea & Fernadez-Garcés, 2007[16]
- Prunum canillum (Dall, 1927)
- Prunum carneum (Storer, 1837)[17]
- Prunum cassis (Dall, 1889)[18]
- Prunum catochense Cossignani, 2004[19]
- Prunum chagosi Hayes & Boyer, 1997
- Prunum chumi Espinosa & Ortea, 2000[20]
- Prunum cinctum (Kiener, 1834)
- Prunum cineraceum (Dall, 1889)
- Prunum circumvittatum (Weisbord, 1962)
- Prunum coltrorum Cossignani, 2005[21]
- Prunum conchibellum Espinosa, Ortea & Moro, 2010
- Prunum cubanum Sarasúa & Espinosa, 1977[22]
- Prunum curtum (G.B. Sowerby, 1832)
- Prunum damasoi Cossignani, 2006[23]
- Prunum dawnbrinkae Massier, 1993
- Prunum dinisioi Cossignani, 2006[24]
- Prunum enriquevidali Espinosa & Ortea, 1995
- Prunum estafaniae Pérez-Dionis, Ortea & Espinosa, 2009
- Prunum evelynae (Bayer, 1943)
- Prunum flori Espinosa, Ortea & Moro, 2010
- Prunum fortunatum (Clover & Macca, 1990)
- Prunum fulgidum Lussi & Smith, 1999[25]
- Prunum fulminatum (Kiener, 1841)
- Prunum gijon Espinosa & Ortea, 2006[26]
- Prunum gorgonense Roth, 1978
- Prunum guttatum (Dillwyn, 1817)[27]
- Prunum holandae Espinosa & Ortea, 1999[28]
- Prunum humboldti Espinosa, Ortea & Moro, 2009[29]
- Prunum labiatum (Kiener, 1841)[30]
- Prunum labrosum (Redfield, 1870)
- Prunum leonardhilli Petuch, 1990
- Prunum lipei (Clover, 1990)[31]
- Prunum lizanoi Magana, Espinosa & Ortea, 2003[32]
- Prunum mabellae (Melvill & Standen, 1901)
- Prunum macleani Roth, 1978
- Prunum magnificum (Sarasúa, 1989)[33]
- Prunum marginatum (Born, 1778)
- Prunum mariateresae Cossignani, 2009[34]
- Prunum martini (Petit, 1853)
- Prunum monile (Linnaeus, 1758)
- Prunum nataliae Pérez-Dionis, Ortea & Espinosa, 2009
- Prunum negoi Cossignani, 2005[35]
- Prunum niciezai Espinosa & Ortea, 1998[36]
- Prunum nivosum (Hinds, 1844)[37]
- Prunum nobilianum (Bayer, 1943)
- Prunum oblongum (Swainson, 1829)
- Prunum olivaeforme (Kiener, 1834)
- Prunum pellucidum (Pfeiffer, 1840)
- Prunum pergrandis (Clover, 1974)
- Prunum pinerum Sarasúa & Espinosa, 1977
- Prunum poulosi Lipe, 1996
- Prunum pruinosum (Hinds, 1844)[38]
- Prunum prunum (Gmelin, 1791)
- Prunum pulchrum (Gray, 1839)
- Prunum pulidoi Espinosa & Ortea, 1999[39]
- Prunum pyrumoides Lussi & Smith, 1999[40]
- Prunum quelimanensis Bozzetti, 2001
- Prunum quinteroi Espinosa & Ortea, 1999[41]
- Prunum redfieldii (Tryon, 1882)[42]
- Prunum roscidum (Redfield, 1860)[43]
- Prunum rostratum (Redfield, 1870)[44]
- Prunum rubens (Martens, 1881)
- Prunum sapotilla (Hinds, 1844)
- Prunum saulcyanum (Petit, 1851)
- Prunum sauliae (G.B. Sowerby II, 1846)
- Prunum smalli Espinosa & Ortea, 2002[45]
- Prunum storeria (Couthouy, 1837)
- Prunum succinea (Conrad, 1846)[46]
- Prunum terverianum (Petit, 1851)
- Prunum tethys Lussi & Smith, 1999[47]
- Prunum thalassicola Espinosa, Ortea & Fernadez-Garcés, 2007[48]
- Prunum torticulum (Dall, 1881)[49]
- Prunum virginianum (Conrad, 1868)
- Prunum walvisianum (Tomlin, 1920)
- Prunum woodbridgei (Hertlein & Strong, 1951)

Các loài được đưa vào đồng nghĩa
- Prunum abbreviatum (C.B. Adams, 1850): đồng nghĩa của Volvarina lactea (Kiener, 1841)
- Prunum adelum (Thiele, 1925): đồng nghĩa của Volvarina adela (Thiele, 1925)
- Prunum aguayoi Ortea & Espinosa, 1996: đồng nghĩa của Prunum lipei (Clover, 1990)
- Prunum agulhasensis Thiele, 1925: đồng nghĩa của Hydroginella agulhasensis (Thiele, 1925)
- Prunum alabaster Reeve, 1865: đồng nghĩa của Volvarina rubella navicella Reeve, 1865
- Prunum ameliensis (Tomlin 1917): đồng nghĩa của Volvarina ameliensis (Tomlin, 1917)
- Prunum attenuatum (Reeve, 1865): đồng nghĩa của Volvarina attenuata (Reeve, 1865)
- Prunum avenellum (Dall, 1881): đồng nghĩa của Volvarina avenella (Dall, 1881)
- Prunum bellum (Conrad, 1868)[50]: đồng nghĩa của Prunum avenacea (Deshayes, 1844)
- Prunum caerulescens Lamarck, 1822: đồng nghĩa của Prunum prunum (Gmelin, 1791)
- Prunum canellum (Jousseaume, 1875): đồng nghĩa của Prunum rostratum (Redfield, 1870)
- Prunum cantharus Reeve, 1865: đồng nghĩa của Prunum capensis (Krauss, 1848)
- Prunum capensis (Krauss, 1848): đồng nghĩa của Volvarina capensis (Krauss, 1848)
- Prunum carnum Storer, 1837: đồng nghĩa của Prunum carneum (Storer, 1837)
- Prunum charbarensis (Melvill, 1897): đồng nghĩa của Volvarina charbarensis (Melvill, 1897)
- Prunum colomborum Bozzetti, 1995: đồng nghĩa của Marginella colomborum (Bozzetti, 1995)
- Prunum conchibellus Espinosa, Ortea & Moro, 2010: đồng nghĩa của Prunum conchibellum Espinosa, Ortea & Moro, 2010
- Prunum crassilabrum (G.B. Sowerby I, 1846): đồng nghĩa của Prunum labrosum (Redfield, 1870)
- Prunum deliciosum (Bavay in Dautzenberg, 1912): đồng nghĩa của Volvarina deliciosa (Bavay in Dautzenberg, 1913)
- Prunum evax Li, 1930: đồng nghĩa của Prunum sapotilla (Hinds, 1844)
- Prunum exile (Gmelin, 1791): đồng nghĩa của Volvarina exilis (Gmelin, 1791)
- Prunum fraterculus E.A. Smith, 1915: đồng nghĩa của Prunum martini (Petit, 1853)
- Prunum hartleyanum (Schwengel, 1941)[51]: đồng nghĩa của Prunum virginianum hartleyana (Schwengel, 1941)
- Prunum helena Thiele, 1925: đồng nghĩa của Hyalina helena (Thiele, 1925)
- Prunum hoffi Moolenbeek & Faber, 1991: đồng nghĩa của Canalispira hoffi (Moolenbeek & Faber, 1991)
- Prunum hondurasense (Reeve, 1865): đồng nghĩa của Prunum pulchrum (Gray, 1839)
- Prunum hondurasensis (Reeve, 1865): đồng nghĩa của Prunum pulchrum (Gray, 1839)
- Prunum insulanum (Gofas & Fernandes, 1988): đồng nghĩa của Volvarina insulana Gofas & Fernandes, 1988
- Prunum joubini Bavay, 1913: đồng nghĩa của Prunum bahiense (Tomlin, 1917)
- Prunum keenii Marrat, 1871: đồng nghĩa của Hyalina keenii (Marrat, 1871)
- Prunum laetitium (Thiele, 1925): đồng nghĩa của Volvarina laetitia (Thiele, 1925)
- Prunum longivaricosa Lamarck, 1822: đồng nghĩa của Prunum guttatum (Dillwyn, 1817)
- Prunum marianae Bozzetti, 1999: đồng nghĩa của Prunum pyrumoides Lussi & G. Smith, 1999
- Prunum olivaeformis (Kiener, 1834): đồng nghĩa của Prunum olivaeforme (Kiener, 1834)
- Prunum riparia Gofas & Fernandes, 1992: đồng nghĩa của Volvarina riparia Gofas & Fernandes, 1992
- Prunum roberti (Bavay, 1917): đồng nghĩa của Volvarina roberti (Bavay, 1917)
- Prunum roosevelti Bartsch & Rehder, 1939: đồng nghĩa của Prunum amabile (Redfield, 1852)
- Prunum serrei Bavay, 1913: đồng nghĩa của Volvarina serrei (Bavay, 1913)
- Prunum sowerbyanum Petit, 1851: đồng nghĩa của Prunum monile (Linnaeus, 1758)
- Prunum styrium Dall, 1889: đồng nghĩa của Volvarina styria (Dall, 1889)
- Prunum yucatecana (Dall, 1881): đồng nghĩa của Dentimargo yucatecanus (Dall, 1881)

## Hình ảnh

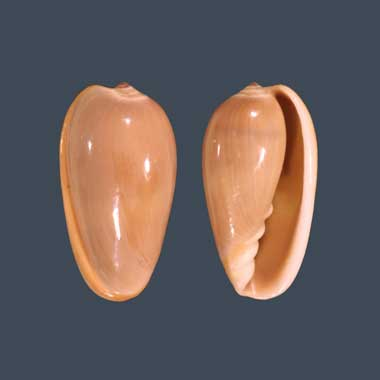